# Tahircal
Tahircal är ett vattendrag i Azerbajdzjan.   Det ligger i distriktet Qusar Rayonu, i den norra delen av landet, 190 km nordväst om huvudstaden Baku.
I omgivningarna runt Tahircal växer i huvudsak lövfällande lövskog. Runt Tahircal är det ganska glesbefolkat, med 48 invånare per kvadratkilometer.